# ジャクソン駅 (ミシガン州)
ジャクソン駅（英語：Jackson station）はミシガン州ジャクソン イースト・ミシガン・アヴェニュー501にある駅。 全米各地を結ぶ旅客鉄道のアムトラックが乗り入れている。

## 概要
当駅の現在の駅舎はミシガン・セントラル鉄道の駅として1873年9月1日に供用開始された。ビクトリアイタリア風レンガ造りの駅舎の内部構造体はミシガン州で伐採された松、オーク、クルミ等を使用した。駅舎には電信局、手荷物室、レストラン、屋内トイレも設置された。
アムトラックは1978年に復元工事を施工し、ウォルバリン号に使用されるフランス製ターボライナーが待合室の壁画に描かれた。2002年に当駅駅舎は、国家歴史登録財に登録された。2008年ミシガン州運輸省は、駅舎構造体の改修工事を施工するため30万ドルの助成金をアムトラックへ供与した。2013年までに基礎改修工、排水設備改修工、モルタル補修工、アスベスト除去工が完了した。すべての工事は、歴史的建築物のための連邦政府のガイドラインに沿って施工された。

## 利用可能な鉄道路線／列車
アムトラックの停車する列車は下記の通り。
シカゴとポンティアック間の昼行中距離列車ウォルバリン号… 1日2往復停車

## バス
バスは地域交通を担うジャクソン地区交通局 (JATA) に乗車することができる。